# Салон-вагон

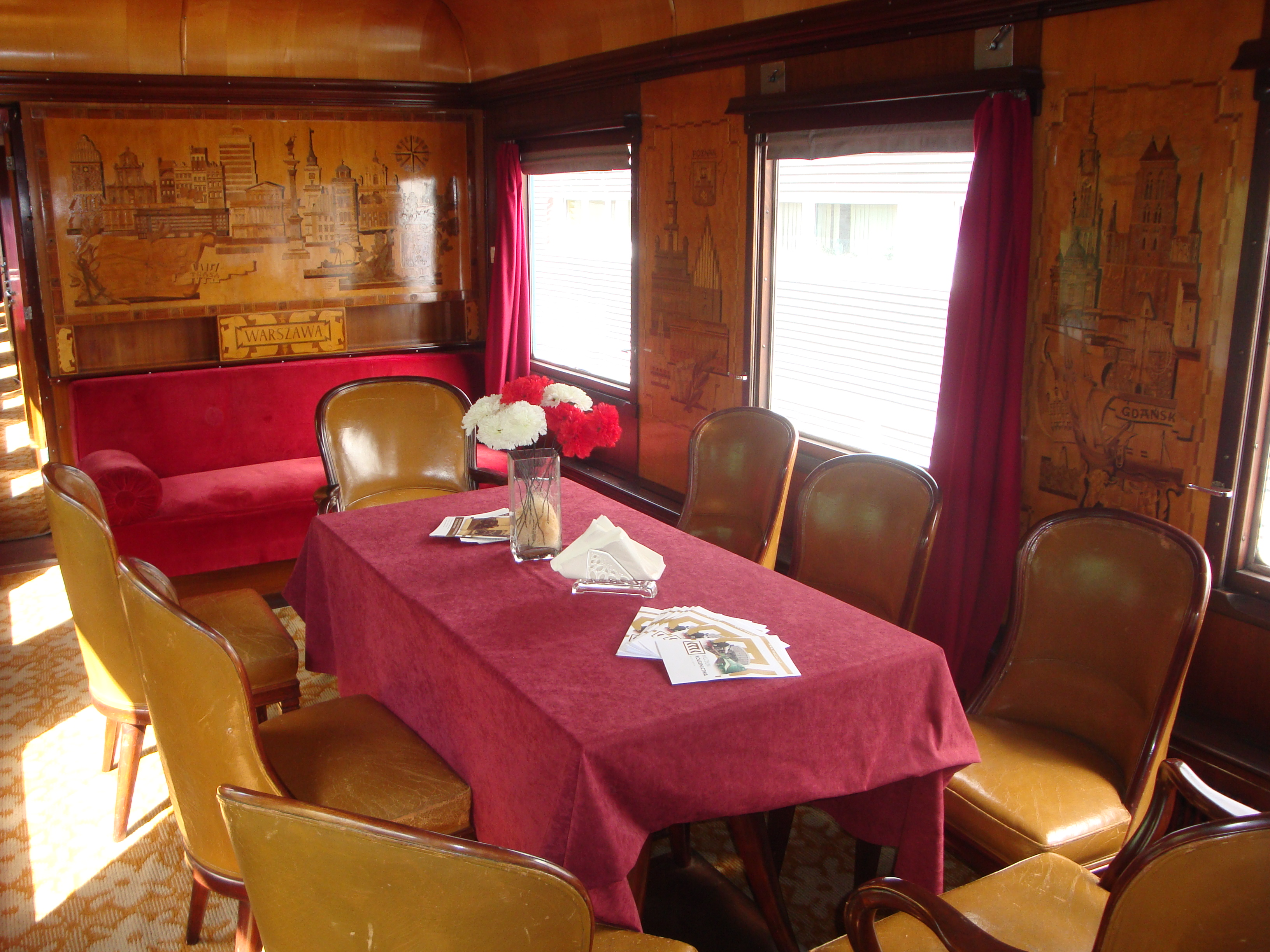
Салон-вагон

Салон-вагон, салонный вагон – специально меблированный, комфортабельный железнодорожный вагон, предназначенный для использования высокопоставленными чиновниками или правителями, иногда другими лицами. Салонные вагоны являются собственностью перевозчика, предоставляемой по заказу, либо принадлежат лицу, которое ими пользуется (например, главе государства). В Польше салон-вагонами стандартной колеи распоряжается PKP Intercity. 
Вагоны этого типа не полностью разделены на купе, однако в них выделяются спальные отделения для небольшого числа (7–10) человек, рабочий кабинет, а также большая часть со столом и стульями, а также аудиовизуальным оборудованием. Если салон-вагон не курсирует в составе большего специального состава, то обычно он также содержит кухню и ванную комнату. Салон-вагоны, предназначенные для личного пользования глав государств, нередко очень богато оборудованы и украшены.
Салон-вагоны в Польше полностью окрашены в зелёный цвет. Помимо типичных красных огней, обозначающих конец поезда, они также имеют синие огни (сигнал Tb 2), указывающие, что вагон не соединён с поездом.

## Обозначения

### Буквенные[2]
В настоящее время на PKP – a

до 1985 – s

Тип вагона – S

## Внешние ссылки
- Takim pociągiem jeździli Gierek i Jaruzelski, tvp.info